# Церковь Святого Мартина (Марёй-ле-Гюйон)
Це́рковь Свято́го Ма́ртина в Марёй-ле-Гюйо́н — католическая церковь, расположенная в коммуне Марёй-ле-Гюйон в департаменте Ивелин региона Иль-де-Франс.

## История

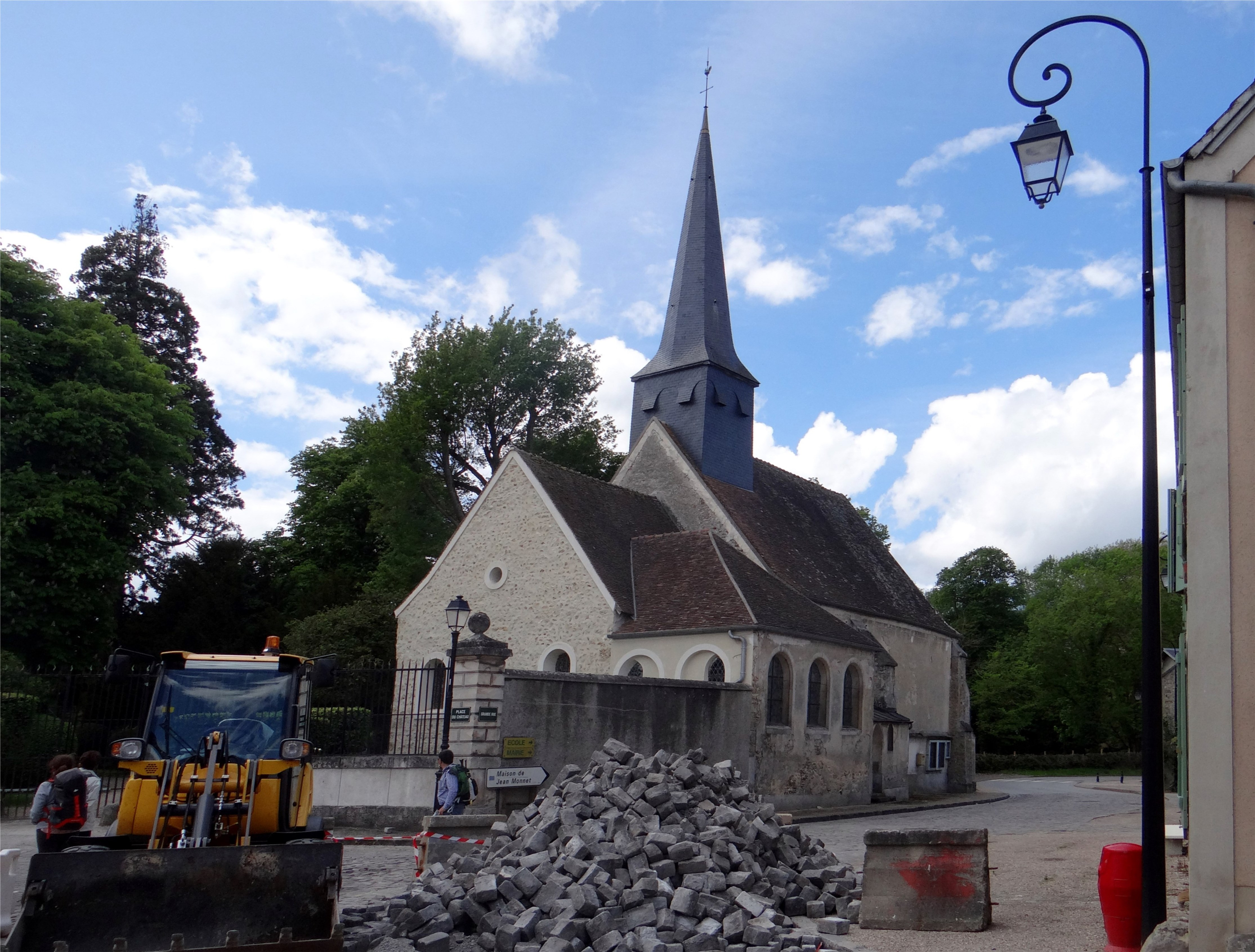
Реставрация церкви

В 980 году часовня, построенная в честь Святого Мартина Турского, была подарена Гуго Капетом аббатству Сен-Маглуар в Париже, что было подтверждено королём Робертом II примерно в 1002 году. В 1559 году, во время правления Франциска II, приход стал католическим храмом. От часовни X века практически ничего не осталось, в то время как нынешний алтарь, существовавший с XIII века, менял внешний вид в XIV и XVIII веках.
В 2010-х годах из-за тяжёлого финансового положения муниципалитета мэр рассматривал возможность продать церкви, что вызвало негативную реакцию местных жителей и священников. Среди местных жителей был организован сбор средств на реставрацию церкви. Реставрационные работы начались в 2021 году.

## Устройство церкви
Здание церкви состоит из цилиндрического нефа, четырех пролётов, хора с плоской апсидой, слева от которого находится часовня. Колокольня была пристроена на уровне четвертого пролёта нефа.